# Aware
Aware (jap. 哀れ) – szkoda, żal, smutek, nieszczęście, współczucie, patos.

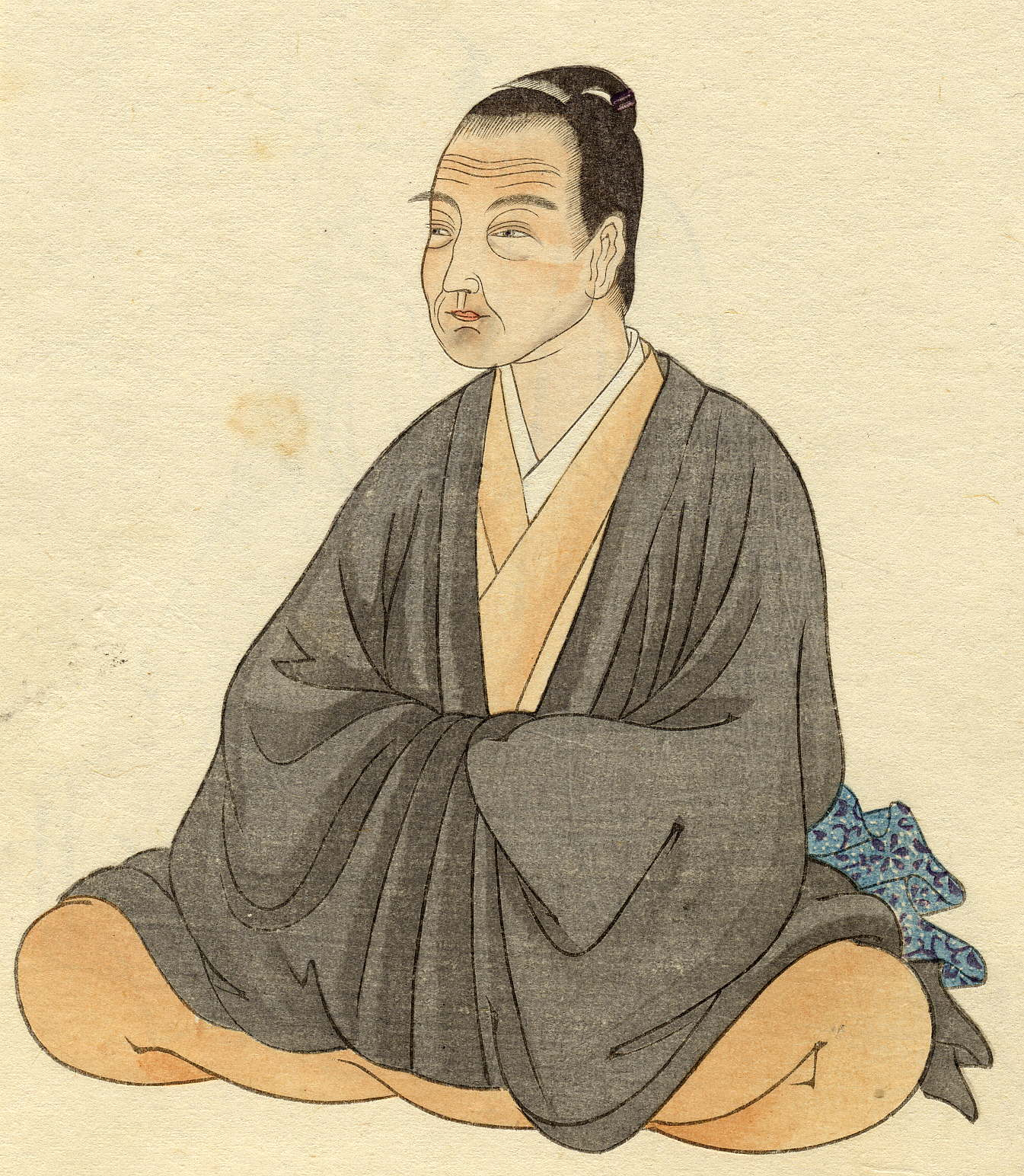
Norinaga Motoori, badacz klasycznej literatury japońskiej

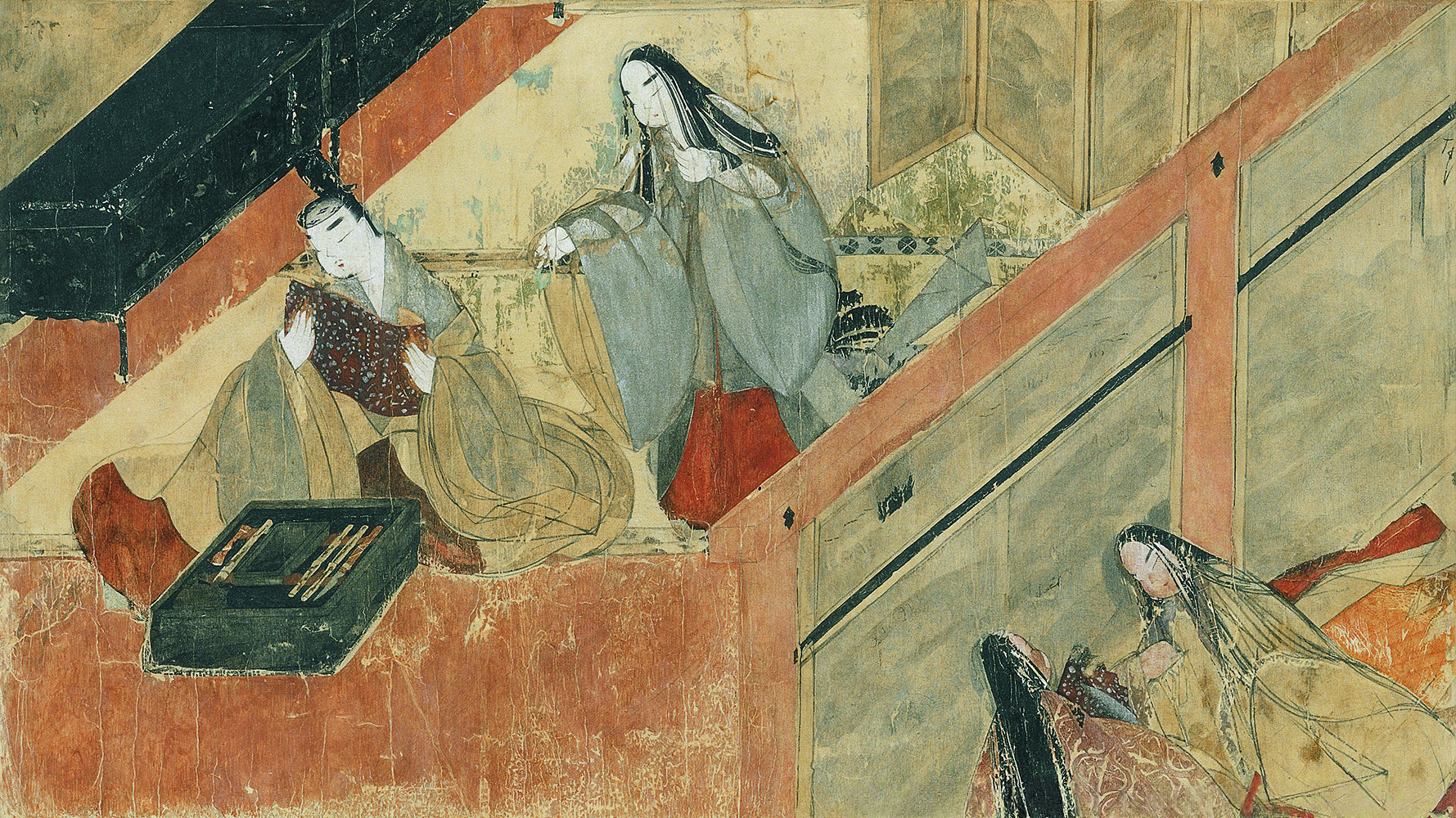
Scena z Genji monogatari (XII wiek)

Kategoria estetyczna starożytnej sztuki japońskiej, opisuje japońską wrażliwość na piękno. Termin pochodzi prawdopodobnie od wykrzyknika あはれ Afare! (w języku polskim oddaje się słowem Ach!), które nie ma nic wspólnego z estetyką. Aware nabrało znaczenia w połowie X wieku, w okresie Heian. Od okresu Heian piękno aware nieustannie ewoluowało. Według osiemnastowiecznego filozofa Norinagi Motooriego (1730–1801), zrozumienie tego terminu jest niezbędne dla zrozumienia japońskiej tradycji.
Początkowo aware oznaczało uczucie smutku, melancholii czy żalu, spowodowanego świadomością nietrwałości zjawisk na świecie. W X wieku w tym nastroju zostały napisane wiersze, zebrane w Man’yōshū i Ise monogatari. Z czasem aware zaczęło oznaczać także przyjemność, zadowolenie i oczarowanie. Najbardziej złożoność pojęcia widać w jedenastowiecznym dziele Murasaki Shikibu Genji monogatari. W trakcie badań nad nim Keita Kitayama (1884–1966), a za nim Ivan Morris (1925–1976), wyodrębnili siedem grup wyrazów, które przybliżają zrozumienie terminu aware:
1. biedny, żałosny, nieszczęśliwy, przygnębiony, pechowy,
2. miły, uroczy, kochany,
3. smutny, ponury, złamany,
4. szczęśliwy, zadowolony,
5. litościwy, dobrotliwy,
6. efektowny, uroczy, smaczny, przyjemny, interesujący, intrygujący, imponujący,
7. wyjątkowy, godny pochwały.

Według definicji Sen’ichi Hisamatsu (1894–1976), aware miało podobne znaczenie, co środkowostarożytna kategoria estetyczna mono no aware, określająca elegancję, patos, piękno emocji i harmonię. W jego rozumowaniu aware objaśniało wyciszone i kontrolowane uczucia, a między rozumem i emocjami zachodzi równowaga. Iwona Kordzińska-Nawrocka, badaczka literatury okresu Heian (794–1185), terminem aware nazywa zdolność do syntonii, wzruszenie i uczuciowość. 
Badaczka twórczości Bashō Matsuo (1644–1694), poety żyjącego i tworzącego w okresie Edo, Agnieszka Żuławska-Umeda, podjęła próbę kompleksowego zdefiniowania terminu jako piękna, które rodzi się wskutek wspólnego przeżywania, co pomaga w odkrywaniu prawd, niewymagających skomplikowanego wyjaśnienia.
Na przełomie XVII i XVIII wieku aware zmieniło swój charakter. Przyczyniła się do tego twórczość dramaturga Monzaemona Chikamatsu (1653–1725) oraz osiemnastowieczne sztuki jōruri. Uczucie smutku zostało zastąpione gwałtowną rozpaczą i bólem, jaki powoduje nieszczęście. W tym znaczeniu aware zbliżyło się do zachodniego tragizmu.